# The Crown
The Crown é uma série de televisão via streaming de origem britânica-americana do gênero drama biográfico, criada e escrita por Peter Morgan para a Netflix. A série conta a trajetória da rainha Elizabeth II do Reino Unido, desde o seu casamento em 1947 ao inicio dos anos 2000. Cada temporada consiste em cerca de uma década de sua vida e traz menções sobre a vida política e pessoal de vários outros personagens históricos que fizeram parte de seu reinado, como o príncipe Philip, Duque de Edimburgo, a princesa Margaret, Condessa de Snowdon, o então Príncipe Charles, a Princesa Diana e entre outros.
The Crown recebeu aclamação da crítica pelas atuações, direção, roteiro, fotografia e a precisão histórica dos eventos ocorridos durante o reinado da rainha Elizabeth II. A cada duas temporadas, novos atores são escolhidos para interpretar os personagens principais. Claire Foy retrata a rainha nas duas primeiras temporadas, ao lado de Matt Smith como o príncipe Philip e Vanessa Kirby como a princesa Margaret. Durante a terceira e quarta temporadas, Olivia Colman assume como a rainha, Tobias Menzies como o príncipe Philip e Helena Bonham Carter como a princesa Margaret. Também adicionado ao elenco na terceira temporada é Josh O'Connor como o príncipe Charles e Emerald Fennell como Camilla Shand/Parker Bowles. Na quarta temporada, novos membros do elenco incluem Emma Corrin como a jovem Diana Spencer e Gillian Anderson como Margaret Thatcher. Imelda Staunton, Jonathan Pryce e Lesley Manville sucedem Colman, Menzies e Bonham Carter, respectivamente, nas duas últimas temporadas, enquanto Dominic West e Elizabeth Debicki assumem os papéis do príncipe Charles e da princesa Diana, respectivamente.
As filmagens da série acontecem no Elstree Studios em Borehamwood, Hertfordshire, com filmagens em todo o Reino Unido e internacionalmente. A série foi vencedora do Globo de Ouro de Melhor Série Dramática e também do Globo de Ouro de Melhor Atriz em Série Dramática em três ocasiões (Claire Foy em 2017, Olivia Colman em 2020 e Emma Corrin em 2021.
Em 14 de dezembro de 2023, os últimos episódios da série chegaram a Netflix.

## Resumo

### 1.ª temporada (2016)
Filha do rei George VI (Jared Harris), a princesa Elizabeth (Claire Foy) sempre soube que não teria uma vida comum. Em 1947, dois anos após o fim da Segunda Guerra Mundial a jovem princesa, então com 20 anos de idade, se casa com Philip Mountbatten (Matt Smith), que havia servido durante a guerra no Pacífico e Mediterrâneo. O casal então tem dois filhos, o príncipe Charles e a princesa Anne. Após a morte do seu pai em 1952, ela assume o trono inglês com 25 anos de idade e inicia seu reinado já com grandes deveres, a começar pelas audiências semanais com o primeiro-ministro Wiston Churchill (John Lithgow), um político sábio e imperioso que auxilia a nova rainha em seu governo.

### 2.ª temporada (2017)
Quando as Forças Armadas da Inglaterra travam uma guerra ilegal no Egito pela posse do Canal de Suez, a monarquia de Elizabeth II sofre duas renuncias inesperadas de primeiro-ministros: Anthony Eden (Jeremy Northam) se afasta do cargo por motivos de saúde fazendo Harold Macmillan (Anton Lesser) assumir como o terceiro primeiro-ministro da Rainha, porém ele também renuncia a liderança em 1963 quando o escândalo envolvendo seu Secretário de Estado da Guerra vem à tona. Além disso, Elizabeth tem que encarar supostos rumores de um caso extraconjugal de Philip com uma bailarina russa, enquanto o marido faz uma demorada turnê pelo mundo visitando lugares um pouco e tanto inusitados.

### 3.ª temporada (2019)
Durante o final da década de 1960 e início da década de 1970, a rainha Elizabeth II (Olivia Colman) e o príncipe Philip (Tobias Menzies) passam a compreender que um casamento estável é necessário para a preservação da Coroa. Baseando-se nisso, o príncipe Charles conhece Camilla Shand (Emerald Fennell), mas o relacionamento deles é impedido pela família real; a princesa Anne se casa com Mark Phillips (Geoffrey Breton) e a princesa Margaret (Helena Bonham-Carter) lida com a difícil relação entre ela e seu marido Anthony Armstrong-Jones (Ben Daniels). Harold Wilson (Jason Watkins) se torna o primeiro-ministro durante um período de eclosão de movimentos antimonarquistas, onde os mineiros do Reino Unido motivados pelos conflitos com o pagamento oferecido pelo governo, realizam uma greve fazendo o país entrar em estado de calamidade.

### 4.ª temporada (2020)
A rainha Elizabeth II vê o Reino Unido passar por grandes mudanças tanto sociais, quanto políticas ao longo da década de 1980, sob o comando da primeira-ministra Margaret Thatcher (Gillian Anderson), que governa rigidamente o país a fim de reformular a economia inglesa. Apesar de tentar lidar com a Guerra das Malvinas em um certo período, as desavenças entre Thatcher e a rainha beiram o insustentável, levando Elizabeth a tomar providências que fogem de seu papel. Além disso, a família real consegue uma nova integrante: a jovem Diana Spencer (Emma Corrin), que aceitou o noivado com o príncipe Charles ingenuamente e logo se vê numa vida infeliz, cercada por indiferença, a medida que se torna um dos membros da realeza mais amados do país e do mundo.

### 5.ª temporada (2022)
A família real britânica se torna o foco principal da imprensa sensacionalista durante a década de 1990, devido, em grande parte, aos dramas conjugais dos filhos mais velhos da rainha Elizabeth II (Imelda Staunton), que acabam se divorciando de seus cônjuges. Após 40 anos de reinado, a rainha passa a encarar as mudanças de percepções dos cidadãos em relação à monarquia, que começaram a questionar a importância – e a existência – da instituição para o país. Além disso, Elizabeth II e o príncipe Philip (Jonathan Pryce) tentam lidar com o casamento turbulento de Charles (Dominic West) e Diana (Elizabeth Debicki), onde ambos continuam em um matrimônio de fachada, para reforçar aparências inatingíveis de uma vida familiar idealizada. A princesa Diana acaba recebendo um grande apreço da população após o príncipe Charles confessar, em uma entrevista, ter a traído com Camilla Parker Bowles (Olivia Williams), resultando no iminente divórcio. Os conflitos dentro do Palácio de Buckingham e a ambição de Charles de se tornar rei respingam em John Major (Jonny Lee Miller), o novo primeiro-ministro após a renúncia de Margaret Thatcher. Além de ter que lidar com uma grave crise financeira que se arrastava pelo planeta, Major ainda precisa lidar com as crises familiares da rainha.

### 6.ª temporada (2023)
No final da década de 1990, um acontecimento inesperado causou "atritos catastróficos" entre os britânicos e a família real: a morte da princesa Diana num acidente de carro na cidade de Paris, em 31 de agosto de 1997. A morte de Diana desencadeou uma onda de luto e protestos públicos sem precedentes, levando o povo britânico a expressar sua tristeza e raiva pela forma indiferente como a rainha Elizabeth II lidou com a tragédia, fazendo com que ela e sua família enfrentassem uma crise de popularidade.  Diante desta situação, o príncipe Charles tenta tornar a rainha mais empática para com o seu povo, para evitar maiores danos à Coroa e garantir a existência da monarquia no futuro. Assim, ao longo da década de 2000, a família real começou a reinventar-se e a adaptar-se às exigências e expectativas do público, onde os membros mais jovens da família, como o príncipe William e o príncipe Harry, surgiram como figuras populares e carismáticas, ajudando a revitalizar a imagem da realeza.  Embora a morte de Diana tenha deixado cicatrizes profundas, também serviu para que a rainha Elizabeth II adotasse uma postura mais acessível e demonstrasse maior sensibilidade em relação às preocupações e desejos de seu povo.

## Elenco e personagens
A lista abaixo contém os atores que foram creditados regularmente na sequência de abertura como principais da série. Atores que são apenas recorrentes e convidados são listados nas páginas individuais das temporadas.

### Principal
- Rainha Elizabeth II[2]
  - Claire Foy (temporadas 1–2, 4, 5, 6)
  - Olivia Colman (temporadas 3–4, 6)
  - Imelda Staunton (temporada 5–6)
- Príncipe Philip, Duque de Edimburgo[2]
  - Matt Smith (temporadas 1–2)
  - Tobias Menzies (temporadas 3–4)
  - Jonathan Pryce (temporada 5–6)
- Princesa Margaret, Condessa de Snowdon[2]
  - Vanessa Kirby (temporadas 1–2, 5)
  - Helena Bonham Carter (temporadas 3–4)
  - Lesley Manville (temporada 5–6)
- Rainha Mary
  - Eileen Atkins (temporada 1)[19]
  - Candida Benson (temporada 5)
- Anthony Eden
  - Jeremy Northam (temporadas 1–2)[20]
- Rainha Elizabeth, a Rainha-Mãe
  - Victoria Hamilton (temporadas 1–2)
  - Marion Bailey (temporadas 3–4)
  - Marcia Warren (temporadas 5–6)[2]
- Peter Townsend
  - Ben Miles (temporada 1, 2)[21]
  - Timothy Dalton (temporada 5)
- Louis Mountbatten, 1.º Conde Mountbatten da Birmânia
  - Greg Wise (temporadas 1–2)
  - Charles Dance (temporada 3, 4)
- Rei George VI
  - Jared Harris (temporada 1, 2)[2]
- Winston Churchill
  - John Lithgow (temporada 1, 2, 3)[2]
- Príncipe Edward, Duque de Windsor
  - Alex Jennings (temporadas 1–2)
  - Derek Jacobi (temporada 3)
- Wallis, Duquesa de Windsor
  - Lia Williams (temporadas 1–2)
  - Geraldine Chaplin (temporada 3)
- Harold Macmillan
  - Anton Lesser (temporada 2)[22]
- Antony Armstrong-Jones, Conde de Snowdon
  - Matthew Goode (temporada 2)[23]
  - Ben Daniels (temporada 3)
- Harold Wilson
  - Jason Watkins (temporada 3)[24]
- Anne, Princesa Real
  - Erin Doherty (temporadas 3–4)
  - Claudia Harrison (temporadas 5–6)
- Charles, Príncipe de Gales
  - Billy Jenkins (temporadas 1-2)
  - Julian Baring (temporadas 2)
  - Josh O'Connor (temporadas 3–4)
  - Dominic West (temporadas 5–6)
- Camilla Parker Bowles
  - Emerald Fennell (temporadas 3–4)
  - Olivia Williams (temporadas 5–6)
- Margaret Thatcher
  - Gillian Anderson (temporada 4)
- Diana, Princesa de Gales
  - Emma Corrin (temporada 4)
  - Elizabeth Debicki (temporada 5–6)
- Denis Thatcher
  - Stephen Boxer (temporada 4)
- John Major
  - Jonny Lee Miller (temporada 5)
- Penelope Knatchbull, Lady Romsey
  - Natascha McElhone (temporada 5)
- Tony Blair
  - Bertie Carvel (temporada 5, 6)
- Mohamed Al-Fayed
  - Salim Daw (temporada 5, 6)
- Dodi Al-Fayed
  - Khalid Abdalla (temporada 5, 6)
- Príncipe William de Gales
  - Ed McVey (temporada 6)
- Príncipe Harry de Gales
  - Luther Ford (temporada 6)
- Catherine Middleton
  - Meg Bellamy (temporada 6)

## Episódios
| Temporada | Temporada | Episódios | Episódios              | Originalmente lançado  |
| --------- | --------- | --------- | ---------------------- | ---------------------- |
|           | 1         | 10        | 10                     | 4 de novembro de 2016  |
|           | 2         | 10        | 10                     | 8 de dezembro de 2017  |
|           | 3         | 10        | 10                     | 17 de novembro de 2019 |
|           | 4         | 10        | 10                     | 15 de novembro de 2020 |
|           | 5         | 10        | 10                     | 9 de novembro de 2022  |
|           | 6         | 10        | 4                      | 16 de novembro de 2023 |
| 6         | 6         | 10        | 14 de dezembro de 2023 |                        |

## Produção

### Desenvolvimento

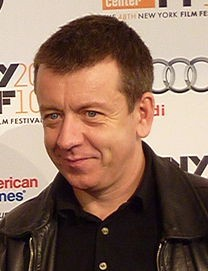
Peter Morgan, o criador e roteirista da série The Crown, em 2010.

Em novembro de 2014, foi anunciado que a Netflix adaptaria a peça de teatro de 2013, The Audience, em uma série de televisão. Peter Morgan, que escreveu o filme de 2006 A Rainha, é o principal roteirista de The Crown. Os diretores da série de televisão que também estiveram envolvidos na produção teatral são Stephen Daldry, Philip Martin, Julian Jarrold e Benjamin Caron. A primeira temporada de 10 episódios foi o drama mais caro produzido pela Netflix e Left Bank Pictures até o momento, custando pelo menos £ 100 milhões. A série é destinada a abranger 60 episódios ao longo de seis temporadas. Em outubro de 2017, a "produção inicial" havia começado em uma antecipada terceira e quarta temporadas, e em janeiro do ano seguinte, a Netflix confirmou que a série havia sido renovada para uma terceira e quarta temporadas.
Em janeiro de 2020, Morgan anunciou que a série havia sido renovada para uma quinta e última temporada. Falando sobre o final da série com cinco temporadas, depois de planejada para durar seis, Morgan disse enquanto criava as histórias para a quinta temporada, "tornou-se claro para mim que este é o momento e o lugar perfeitos para parar"; Netflix e Sony apoiaram a decisão de Morgan. No entanto, em julho de 2020, a Netflix anunciou que a série receberia uma sexta temporada conforme planejado originalmente. Morgan disse que quando as histórias estavam sendo discutidas para a quinta temporada, "logo ficou claro que, para fazer justiça à riqueza e complexidade da história, deveríamos voltar ao plano original e fazer seis temporadas." Ele acrescentou que as duas temporadas finais ainda cobririam até o início do século 21, permitindo-lhes "cobrir o mesmo período com mais detalhes". Em 2020, o orçamento de produção estimado de The Crown foi estimado em US$ 260 milhões, tornando-a uma das séries de televisão mais caras de todos os tempos.

### Escolha do elenco
Em novembro de 2014, Claire Foy havia entrado em negociações para retratar a rainha Elizabeth II na série. Em maio de 2015, Vanessa Kirby estava em negociações para retratar a princesa Margaret. Em junho de 2015, John Lithgow foi escalado como Winston Churchill, e Matt Smith foi escalado como príncipe Philip; Foy foi confirmada como rainha Elizabeth II. Também estrelaram na primeira temporada foram Victoria Hamilton, Jared Harris e Eileen Atkins.
Os produtores reformulam os papéis contínuos com atores mais velhos a cada duas temporadas, conforme a linha do tempo avança e os personagens envelhecem. Em outubro de 2017, Olivia Colman foi escalada como rainha Elizabeth II para terceira e quarta temporadas. Em janeiro de 2018, Helena Bonham Carter e Paul Bettany estavam em negociações para retratar a princesa Margaret e o príncipe Philip, respectivamente, para essas temporadas. No entanto, no final do mês, Bettany foi forçada a desistir devido ao compromisso de tempo necessário. No final de março de 2018, Tobias Menzies foi escalado como príncipe Philip para terceira e quarta temporadas. No início de maio de 2018, Bonham Carter foi confirmado para ter sido escalado, ao lado de Jason Watkins, como o primeiro-ministro Harold Wilson. No mês seguinte, Ben Daniels foi escalado como Antony Armstrong-Jones para a terceira temporada, junto com Erin Doherty se juntando à série como a princesa Anne. Um mês depois, Josh O'Connor e Marion Bailey foram escalados como o príncipe Charles e a Rainha Mãe, respectivamente, para a terceira e quarta temporadas. Em outubro de 2018, Emerald Fennell foi escalada como Camilla Shand. Em dezembro de 2018, Charles Dance foi escalado como Louis Mountbatten. Em abril de 2019, Emma Corrin foi escalada como Diana Spencer para a quarta temporada. Gillian Anderson, que havia rumores desde janeiro de 2019 que estaria em negociações para interpretar Margaret Thatcher na quarta temporada, foi oficialmente confirmada para o papel em setembro de 2019.
Em janeiro de 2020, Imelda Staunton foi anunciada como sucessora de Colman como a Rainha para quinta e sexta temporadas. Em julho de 2020, Lesley Manville foi anunciado como interpretando a princesa Margaret nas duas temporadas finais, e no mês seguinte, Jonathan Pryce e Elizabeth Debicki foram escalados como o príncipe Phillip e Diana, Princesa de Gales, respectivamente para as duas últimas temporadas. Em outubro de 2020, Dominic West estava em negociações para interpretar o príncipe Charles. Sua escalação foi confirmada em abril de 2021, quando foi anunciada a data de início da produção da quinta temporada. Em junho de 2021, Jonny Lee Miller foi escalado como John Major. No mesmo mês, Olivia Williams confirmou durante uma entrevista que havia se juntado ao elenco como Camilla Parker Bowles na quinta e sexta temporadas da série. Em julho de 2021, a atriz Marcia Warren se juntou ao elenco durante as filmagens como a Rainha Mãe. Nesse mesmo mês, a escalação de Claudia Harrison como a princesa Anne também foi confirmada. Em setembro de 2021, Khalid Abdalla e Salim Daw foram anunciados para interpretar Dodi Al-Fayed e Mohamed Al-Fayed, respectivamente. Mais tarde naquele mês, foi confirmado que Timothy Dalton havia sido escalado como Peter Townsend. Em janeiro de 2022, Humayun Saeed foi escalado como Dr. Hasnat Khan.
A busca por atores para interpretar os príncipes adolescentes William e Harry na sexta temporada começou em março de 2022. O novo ator para o príncipe William substituiria Senan West, que foi escalado para interpretar o jovem príncipe na quinta temporada. Em abril de 2022, foi publicada uma chamada de elenco para a jovem Catherine Middleton ser retratada na sexta temporada. Em setembro de 2022, foi anunciado que Rufus Kampas e Ed McVey interpretariam a versão adolescente e jovem-adulto de William, respectivamente, e Meg Bellamy interpretaria Catherine Middleton.

### Filmagens
| |  |  |
| Os interiores da Lancaster House, em Londres, foram usados como os cômodos do Palácio de Buckingham. |  |  |

Estima-se que 25% da primeira temporada foi filmada no Elstree Studios em Borehamwood, Hertfordshire, com o restante filmado em locações, levando 152 dias. Conjuntos para aposentos privados, o interior de um jato privado, a sala do gabinete e o exterior de 10 Downing Street, foram construídos no Elstree Studios, enquanto Lancaster House, Wrotham Park e Wilton House foram usados como Palácio de Buckingham. A Catedral de Ely e a Catedral de Winchester representaram a Abadia de Westminster, enquanto outras localizações na África do Sul foram usadas como Quênia. Locais adicionais no Reino Unido incluíram Waddesdon Manor, Eltham Palace, Royal Naval College, Goldsmiths 'Hall, Aeroporto de Shoreham, New Slains Castle, Balmoral Castle, Cruden Bay, Lyceum Theatre, Loseley Park, Hatfield House, O histórico Dockyard Chatham, Catedral de Southwark, Ardverikie House, Englefield House, Wellington College, a Great Central Railway (ferrovia de herança) e Glenfeshie Estate também foram usados.  As filmagens da segunda temporada começaram no início de outubro de 2016. Cada episódio das duas primeiras temporadas duraria cerca de 22 dias, com cada um custando cerca de £ 5 milhões para ser produzido. A terceira temporada começou a ser filmada em julho de 2018, e terminou em fevereiro de 2019. A quarta temporada começou a ser filmada em agosto de 2019 e terminou em março de 2020. A quinta temporada foi programada para começar a ser filmada em junho de 2021, com a sexta temporada sendo filmada em 2022. A pausa do ano nas filmagens entre o final da quarta temporada e o início da quinta temporada foi incluída na programação de produção da série e não estava relacionada a Pandemia de Covid-19. Em 16 de fevereiro de 2022, itens anteriormente usados na produção da série no valor de £ 150.000 foram roubados de três veículos, a maioria dos quais foram descritos como tendo "valor limitado para revenda", mas "são valiosos como peças para a indústria cinematográfica do Reino Unido". Os locais apresentados na quinta temporada incluíram Cobham Hall, que também funcionou como Eton College, e o Historic Dockyard em Chatham, ambos em Kent. As filmagens da sexta temporada começaram em agosto de 2022, mas Morgan observou que esperava que parassem por um período de tempo em setembro, após  a morte de Elizabeth II, "por respeito". Em outubro de 2022, foi relatado que os eventos imediatamente antes e logo após a morte de Diana, Princesa de Gales em Paris, seriam filmados para a sexta temporada.

### Precisão Histórica

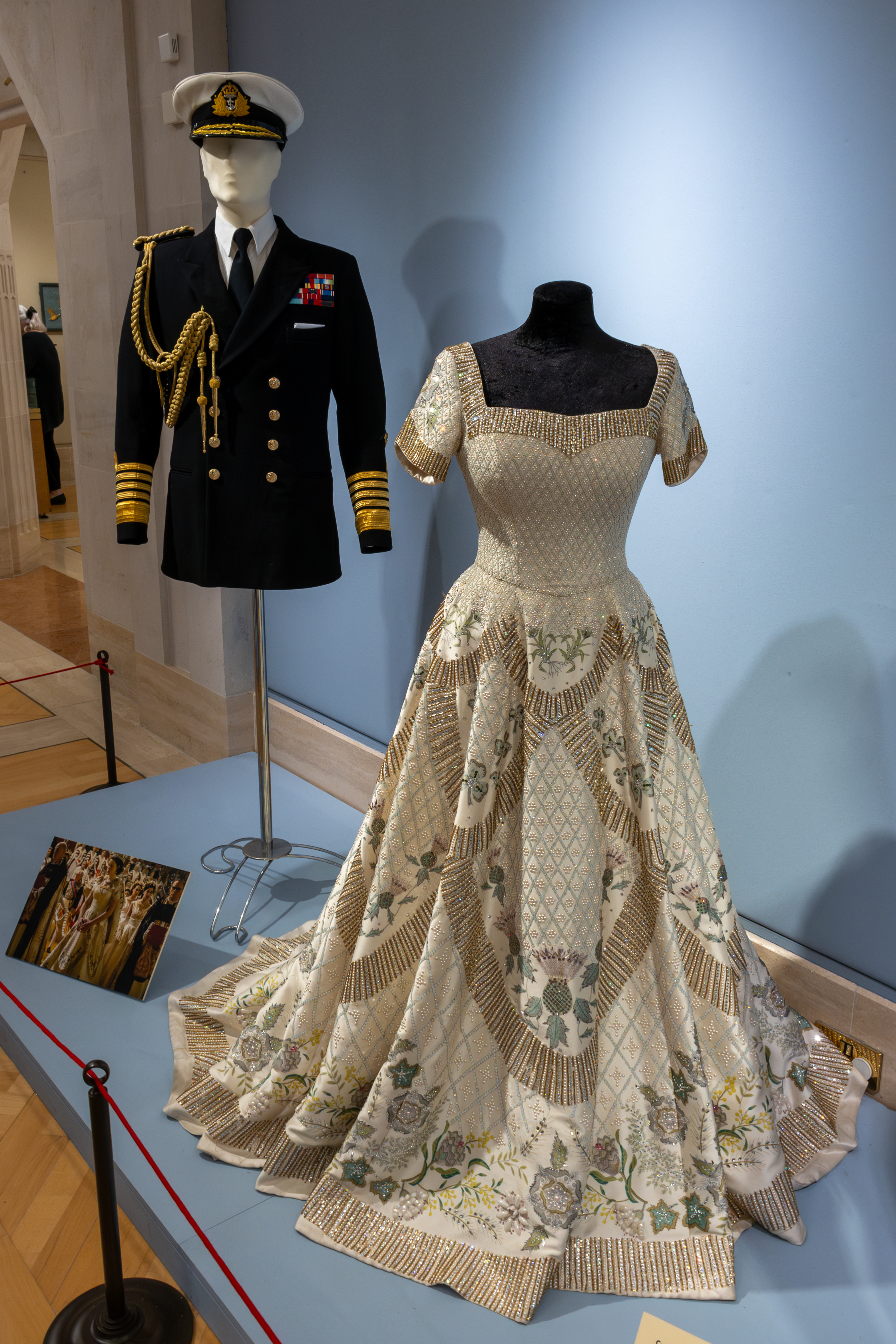
Réplica do vestido de coroação de Elizabeth II e do traje de casamento do príncipe Philip usado na série.

A série foi criticada por retratar eventos históricos de modo controverso, principalmente a partir da quarta temporada. O consultor histórico do programa, Robert Lacey, afirmou que "existem dois tipos de verdade. Existe a verdade histórica e depois existe a verdade maior sobre o passado" e que "quando se afasta da história, não é feito casualmente. É feito com base no desejo de transmitir uma mensagem específica que só pode ser transmitida por invenção." Um exemplo de tal desvio é a trama da primeira temporada em que a Rainha e o governo se opõem ao desejo da princesa Margaret de se casar com Peter Townsend, o que exigia a permissão do monarca de acordo com a Lei de Casamentos Reais de 1772; na realidade, foi feito um plano para alterar a lei para permitir o casamento e, ao mesmo tempo, remover Margaret e seus filhos da linha de sucessão.
A quarta temporada foi criticada pela imprensa do Reino Unido como "imprecisa" e "anti-monarquia". Foi descrita como "história falsa" por Simon Jenkins no The Guardian, e a biógrafa real Sally Bedell Smith afirmou que "The Crown é uma produção tão luxuosa e cara, tão lindamente atuada e habilmente escrita, e tanta atenção foi pago a detalhes visuais sobre eventos históricos, que os espectadores são levados a acreditar que o que estão vendo realmente aconteceu". O secretário de cultura britânica, Oliver Dowden, e a atriz Judi Dench sugeriram que a série deveria ter um aviso de ficção no início como um aviso de isenção de responsabilidade. Em outubro de 2022, a Netflix adicionou um aviso de isenção de responsabilidade à página de sinopse do título da série em seu site e à descrição do trailer da quinta temporada no YouTube, que a descreve como uma "dramatização ficcional" que foi "inspirada em eventos reais".
A precisão da série foi criticada por alguns dos indivíduos e instituições retratados. A Escola Gordonstoun respondeu ao seu retrato negativo alegando que o feedback pessoal do príncipe Charles à escola foi extremamente positivo. Michael Fagan, cuja intrusão no quarto da Rainha enquanto ela dormia é retratada na quarta temporada, disse que sua conversa com a Rainha foi "curta, educada e não controversa", e que ele nunca falou sobre Margaret Thatcher como é mostrado fazendo na série. Os ex-primeiros-ministros John Major e Tony Blair criticaram publicamente a série; O porta-voz de Blair descreveu o primeiro episódio da quinta temporada, onde em 1991 o príncipe Charles é retratado tentando recrutar John Major e Tony Blair para apoiar a abdicação da Rainha em favor dele, como "um lixo completo e absoluto". Major afirmou que tal conversa não ocorreu e que a cena era "um monte de bobagens maliciosas". Por outro lado, durante uma aparição em 2021 no The Late Late Show com James Corden, o príncipe Harry afirmou que estava confortável com a representação da família real por The Crown, observando que, embora como uma obra de ficção "não seja estritamente precisa", não é dar uma "ideia aproximada" das pressões de "colocar o dever e o serviço acima da família e de tudo o mais".

## Recepção

### Avaliação da crítica
| Temporada | Temporada | Resposta crítica      | Resposta crítica    |
| Temporada | Temporada | Rotten Tomatoes       | Metacritic          |
| --------- | --------- | --------------------- | ------------------- |
|           | 1         | 89% (71 comentários)  | 81 (29 comentários) |
|           | 2         | 89% (83 comentários)  | 87 (27 comentários) |
|           | 3         | 90% (100 comentários) | 84 (30 comentários) |
|           | 4         | 96% (72 comentários)  | 85 (25 comentários) |
|           | 5         | 74% (81 comentários)  | 66 (35 comentários) |
|           | 6         | 53% (66 comentários)  | 61 (29 comentários) |

The Crown foi elogiada como um drama pela imprensa, sendo descrita pelo The Telegraph como "a melhor série da TV" e recebeu uma classificação de 5/5, embora alguns críticos, como no The Times, levantassem preocupações de que alguns dos episódios são baseados em falsas premissas.
O site agregador de resenhas Rotten Tomatoes relatou 89% de aprovação para a primeira temporada, com base em 71 resenhas com uma classificação média de 8,77/10. Seu consenso crítico diz: "Desempenhos poderosos e cinematográficos pródigos para fazerem de The Crown uma produção de alto nível digna de seu grande tema". No Metacritic, a série tem uma pontuação de 81 em 100, com base em 29 críticos, indicando "aclamação universal".
O Rotten Tomatoes relatou um índice de aprovação de 89% para a segunda temporada com base em 83 avaliações, com uma classificação média de 8,35/10. O consenso crítico do site diz: "The Crown continua seu reinado com uma segunda temporada autoconfiante que se entrega a alto drama e trajes suntuosos." No Metacritic, a segunda temporada tem uma pontuação de 87 em 100, com base em 27 críticos, mantendo a indicação da primeira temporada de "aclamação universal".

Pôster promocional da segunda temporada com Claire Foy (Rainha Elizabeth II) e Matt Smith (Príncipe Philip). A segunda temporada obteve a pontuação 87 de 100 no Metacritic, a maior entre as temporadas da série no site.

Para terceira temporada, o Rotten Tomatoes relatou um índice de aprovação de 90% com base em 100 avaliações, com uma classificação média de 8,54/10. Seu consenso crítico diz: "Olivia Colman brilha, mas à medida que The Crown avança de maneira confiável e luxuosa ao longo do tempo, ela encontra espaço para os personagens ao seu redor, proporcionando ampla oportunidade para o conjunto atraente brilhar também." No Metacritic, a temporada detém uma pontuação de 84 de 100 com base em 30 críticos, indicando "aclamação universal".
A quarta temporada recebeu um índice de aprovação de 96% do Rotten Tomatoes com base em 72 comentários, com uma classificação média de 8,74/10. Seu consenso crítico diz: "Quaisquer liberdades históricas que The Crown tomem em sua quarta temporada são facilmente perdoadas graças ao poder absoluto de suas performances - particularmente a imponente visão de Gillian Anderson sobre a Dama de Ferro e a encarnação da recém-chegada Emma Corrin da jovem princesa Diana". No Metacritic, a temporada detém uma pontuação de 85 de 100 com base em 25 críticos, indicando "aclamação universal".
Para a quinta temporada, o Rotten Tomatoes relata 74% de aprovação de 81 avaliações, com uma classificação média de 6,9/10. Seu consenso crítico diz: "Em sua quinta temporada, é difícil afastar a sensação de que esta série perdeu um pouco de seu brilho - mas o drama viciante e um elenco excelente continuam sendo as jóias da coroa." No Metacritic, a temporada se manteve em uma pontuação de 66 de 100 com base em 35 críticos, indicando "críticas geralmente favoráveis".
Em relação à sexta e última temporada, o Metacritic fez "críticas geralmente favoráveis", com base em uma pontuação média ponderada de 61 de 100 com 29 críticas. No Rotten Tomatoes, 55% das 62 avaliações são positivas e a avaliação média é de 6,2/10. O consenso dos críticos do site afirma: "A atuação assustadora de Elizabeth Debicki foi certeiro como Princesa de Gales, mas a temporada final de The Crown muitas vezes parece ser um reinado que ultrapassou o seu auge.  A BBC informou que os primeiros quatro episódios "dividiram os críticos, mas muitos rejeitaram" no Reino Unido, enquanto as críticas francesas os elogiaram amplamente.As atuações do elenco, especialmente as de Debicki, Staunton e West, foram amplamente elogiadas, inclusive pelos críticos que avaliaram a temporada de forma mais negativa.
Durante toda a sua exibição ao longo dos anos em que esteve no ar, a série recebeu críticas tanto dos críticos britânicos quanto da família real. Revisores britânicos criticaram a quarta temporada por ser "imprecisa" e "anti-monarquia". Simon Jenkins, escrevendo para o The Guardian, descreveu-o como "história falsa", "realidade sequestrada como propaganda e um abuso covarde de licença artística" que fabricou a história para se adequar à sua própria narrativa preconcebida, e argumentou que "Morgan poderia ter feito seu ponto de vista com verdade". A biógrafa da realeza Sally Bedell Smith criticou as imprecisões e o retrato negativo da família real, afirmando: "Porque The Crown é uma produção tão luxuosa e cara, tão bem interpretada e habilmente escrita, e muita atenção foi dada aos detalhes visuais sobre eventos históricos , os espectadores são levados a acreditar que o que estão vendo realmente aconteceu", concluindo que "enquanto as temporadas anteriores eram peças de época, esta é uma história recente, então parece mais cruel em suas falsas representações". Após algumas reações negativas à quarta temporada, o secretário de cultura britânico Oliver Dowden sugeriu que a série deveria ter um aviso de ficção no início de cada episódio. Durante uma aparição em 2021 no The Late Late Show with James Corden, o Príncipe Harry afirmou que estava confortável com o retrato da família real de The Crown, observando que, embora como uma obra de ficção "não seja estritamente preciso", dá uma "ideia tosca" das pressões de "colocar o dever e o serviço acima da família e tudo mais". Harry também disse que, se ele aparecesse na série, ele gostaria de ser interpretado por Damian Lewis.
Após a morte da rainha em 2022, cresceram os pedidos para que a quinta temporada contivesse um aviso, já que estava sendo lançada logo após a morte da monarca.  Em outubro de 2022, a atriz vencedora do Óscar, Judi Dench, criticou o programa em uma carta aberta ao The Times, denunciando-o como "cruel e injusto com os indivíduos e prejudicial à instituição que eles representam".  Além disso, ela criticou abertamente os criadores do programa por terem "resistido a todos os pedidos para que eles carregassem um aviso no início de cada episódio", solicitando ainda que "a Netflix reconsiderasse - pelo bem de uma família e uma nação tão recentemente enlutada, como um sinal de respeito a um soberano que serviu seu povo tão obedientemente por 70 anos, e para preservar sua reputação aos olhos de seus assinantes britânicos". A Netflix eventualmente adicionou um aviso à página de sinopse do título do programa em seu site e à descrição do trailer da quinta temporada no YouTube, que descreveu a série como uma "dramatização fictícia" que foi "inspirada em eventos reais".
Apesar de receber críticas na 5ª temporada e na primeira parte da 6ª, a série voltou a receber alguns elogios da crítica especializada na parte final, por centralizar a Rainha Elizabeth II como destaque, tal como nas quatro primeiras temporadas, em detrimento aos dramas dos Príncipes de Gales, Charles e Diana - que tiveram grande espaço nas etapas finais. A última temporada recebeu elogios pela atuação visceral de Elizabeth Debicki, que reviveu os últimos dias da Princesa Diana de Gales. Após ser indicada na 5ª temporada, a atriz australiana ganhou o Globo de Ouro de 2024, na categoria "Melhor atriz coadjuvante em série de comédia, musical ou drama".

### Prêmios e Indicações
A lista abaixo apresenta as premiações mais populares onde tanto a equipe, quanto a série de The Crown, foram indicados.
| Ano  | Prêmio                            | Categoria                                                      | Indicado(s) | Resultado | Ref.            |
| ---- | --------------------------------- | -------------------------------------------------------------- | --- | --------- | --------------- |
| 2016 | Screen Actors Guild Awards        | Melhor Atriz em Série de Televisão - Drama                     | Claire Foy | Venceu    | [ 118 ]         |
| 2016 | Screen Actors Guild Awards        | Melhor Ator em Série de Televisão - Drama                      | John Lithgow | Venceu    | [ 118 ]         |
| 2016 | Screen Actors Guild Awards        | Melhor Companhia de Atuação em Série de TV - Drama             | Elenco regular e recorrente | Indicados | [ 118 ]         |
| 2017 | British Academy Television Awards | Melhor Série Dramática                                         | The Crown | Indicada  | [ 119 ]         |
| 2017 | British Academy Television Awards | Melhor Atriz                                                   | Claire Foy | Indicada  | [ 119 ]         |
| 2017 | British Academy Television Awards | Melhor Ator Coadjuvante                                        | Jared Harris | Indicado  | [ 119 ]         |
| 2017 | British Academy Television Awards | Melhor Ator Coadjuvante                                        | John Lithgow | Indicado  | [ 119 ]         |
| 2017 | British Academy Television Awards | Melhor Atriz Coadjuvante                                       | Vanessa Kirby | Indicada  | [ 119 ]         |
| 2017 | Critics' Choice Television Awards | Melhor Série de TV - Drama                                     | The Crown | Indicada  | [ 120 ]         |
| 2017 | Critics' Choice Television Awards | Melhor Ator Coadjuvante - Série Dramática                      | John Lithgow | Venceu    | [ 120 ]         |
| 2017 | Critics' Choice Television Awards | Melhor Papel Convidado - Série Dramática                       | Jared Harris | Indicado  | [ 120 ]         |
| 2017 | Golden Globe Awards               | Melhor Série - Drama                                           | The Crown | Venceu    | [ 121 ]         |
| 2017 | Golden Globe Awards               | Melhor Atriz em Série - Drama                                  | Claire Foy | Venceu    | [ 121 ]         |
| 2017 | Golden Globe Awards               | Melhor Ator Coadjuvante - Série, Minissérie ou Filme para TV   | John Lithgow | Indicado  | [ 121 ]         |
| 2017 | Primetime Emmy Awards             | Melhor Série Dramática                                         | The Crown | Indicada  | [ 122 ]         |
| 2017 | Primetime Emmy Awards             | Melhor Atriz                                                   | Claire Foy | Indicado  | [ 122 ]         |
| 2017 | Primetime Emmy Awards             | Melhor Ator Coadjuvante - Série Dramática                      | John Lithgow | Venceu    | [ 122 ]         |
| 2017 | Primetime Emmy Awards             | Melhor Diretor - Série Dramática                               | Stephen Daldry | Indicado  | [ 122 ]         |
| 2017 | Primetime Emmy Awards             | Melhor Roteiro- Série Dramática                                | Peter Morgan | Indicado  | [ 122 ]         |
| 2017 | Satellite Awards                  | Melhor Série de TV (Drama)                                     | The Crown | Venceu    | [ 123 ]         |
| 2017 | Satellite Awards                  | Melhor Ator Coadjuvante em Série, Minissérie ou Filme para TV  | Jared Harris | Indicado  | [ 123 ]         |
| 2017 | Screen Actors Guild Awards        | Melhor Conjunto de Atuação - Drama                             | Claire Foy, Victoria Hamilton, Vanessa Kirby, Anton Lesser, e Matt Smith | Indicado  | [ 124 ] [ 125 ] |
| 2017 | Screen Actors Guild Awards        | Melhor Atriz em Série de Televisão - Drama                     | Claire Foy | Venceu    | [ 124 ] [ 125 ] |
| 2018 | British Academy Television Awards | Melhor Série Dramática                                         | The Crown | Indicada  | [ 126 ]         |
| 2018 | British Academy Television Awards | Melhor Atriz                                                   | Claire Foy | Indicada  | [ 126 ]         |
| 2018 | British Academy Television Awards | Melhor Atriz Coadjuvante                                       | Vanessa Kirby | Venceu    | [ 126 ]         |
| 2018 | Critics' Choice Television Awards | Melhor Série Dramática                                         | The Crown | Indicada  | [ 127 ]         |
| 2018 | Critics' Choice Television Awards | Melhor Atriz - Série Dramática                                 | Claire Foy | Indicada  | [ 127 ]         |
| 2018 | Empire Awards                     | Melhor Série de TV                                             | The Crown | Venceu    | [ 128 ]         |
| 2018 | Empire Awards                     | Melhor Atriz em Série de TV                                    | Claire Foy | Indicada  | [ 128 ]         |
| 2018 | Empire Awards                     | Melhor Ator em Série de TV                                     | Matt Smith | Indicado  | [ 128 ]         |
| 2018 | Golden Globe Awards               | Melhor Série - Drama                                           | The Crown | Indicada  | [ 129 ]         |
| 2018 | Golden Globe Awards               | Melhor Atriz em Série - Drama                                  | Claire Foy | Indicada  | [ 129 ]         |
| 2018 | Primetime Emmy Awards             | Melhor Série Dramática                                         | The Crown | Indicada  | [ 130 ]         |
| 2018 | Primetime Emmy Awards             | Melhor Atriz em Série Dramática                                | Claire Foy | Venceu    | [ 130 ]         |
| 2018 | Primetime Emmy Awards             | Melhor Ator Coadjuvante - Série Dramática                      | Matt Smith | Indicado  | [ 130 ]         |
| 2018 | Primetime Emmy Awards             | Melhor Atriz Coadjuvante - Série Dramática                     | Vanessa Kirby | Indicada  | [ 130 ]         |
| 2018 | Primetime Emmy Awards             | Melhor Direção em Série Dramática                              | Stephen Daldry | Indicado  | [ 130 ]         |
| 2018 | Primetime Emmy Awards             | Melhor Roteiro de Série Dramática                              | Peter Morgan | Indicado  | [ 130 ]         |
| 2019 | Satellite Awards                  | Melhor Série de Televisão - Drama                              | The Crown | Indicada  | [ 131 ]         |
| 2019 | Satellite Awards                  | Melhor Ator em Série Dramática                                 | Tobias Menzies | Venceu    | [ 131 ]         |
| 2019 | Satellite Awards                  | Melhor Atriz em Série Dramática                                | Olivia Colman | Indicada  | [ 131 ]         |
| 2019 | Screen Actors Guild Awards        | Melhor Atriz em Série Dramática                                | Olivia Colman | Venceu    | [ 132 ]         |
| 2019 | Screen Actors Guild Awards        | Melhor Atriz Coadjuvante em Série Dramática                    | Helena Bonham Carter | Venceu    | [ 132 ]         |
| 2019 | Screen Actors Guild Awards        | Melhor Companhia de Atuação em Série Dramática                 | Elenco regular | Venceu    | [ 132 ]         |
| 2020 | British Academy Television Awards | Melhor Série Dramática                                         | The Crown | Indicada  | [ 133 ]         |
| 2020 | British Academy Television Awards | Melhor Ator Coadjuvante                                        | Josh O'Connor | Indicado  | [ 133 ]         |
| 2020 | British Academy Television Awards | Melhor Atriz Coadjuvante                                       | Helena Bonham Carter | Indicada  | [ 133 ]         |
| 2020 | Critics' Choice Television Awards | Melhor Série Dramática                                         | The Crown | Indicado  | [ 134 ]         |
| 2020 | Critics' Choice Television Awards | Melhor Ator em Série Dramática                                 | Tobias Menzies | Indicado  | [ 134 ]         |
| 2020 | Critics' Choice Television Awards | Melhor Atriz em Série Dramática                                | Olivia Colman | Indicada  | [ 134 ]         |
| 2020 | Critics' Choice Television Awards | Melhor Atriz Coadjuvante em Série Dramática                    | Helena Bonham Carter | Indicada  | [ 134 ]         |
| 2020 | Golden Globe Awards               | Melhor Série de Televisão - Drama                              | The Crown | Indicada  | [ 135 ]         |
| 2020 | Golden Globe Awards               | Melhor Ator em Série de Televisão - Drama                      | Tobias Menzies | Indicado  | [ 135 ]         |
| 2020 | Golden Globe Awards               | Melhor Atriz em Série de Televisão - Drama                     | Olivia Colman | Venceu    | [ 135 ]         |
| 2020 | Golden Globe Awards               | Melhor Atriz Coadjuvante em Série, Minissérie ou Telefilme     | Helena Bonham Carter | Indicada  | [ 135 ]         |
| 2020 | Primetime Emmy Awards             | Melhor Série Dramática                                         | The Crown | Indicada  | [ 136 ]         |
| 2020 | Primetime Emmy Awards             | Melhor Atriz em Série Dramática                                | Olivia Colman | Indicado  | [ 136 ]         |
| 2020 | Primetime Emmy Awards             | Melhor Atriz Coadjuvante em Série Dramática                    | Helena Bonham Carter | Indicado  | [ 136 ]         |
| 2020 | Primetime Emmy Awards             | Melhor Direção em Série Dramática                              | Benjamin Caron | Indicado  | [ 136 ]         |
| 2020 | Primetime Emmy Awards             | Melhor Direção em Série Dramática                              | Jessica Hobbs | Indicada  | [ 136 ]         |
| 2020 | Primetime Emmy Awards             | Melhor Roteiro de Série Dramática                              | Peter Morgan | Indicado  | [ 136 ]         |
| 2020 | Satellite Awards                  | Melhor Série de Televisão - Drama                              | The Crown | Indicada  | [ 137 ]         |
| 2020 | Satellite Awards                  | Melhor Ator em Série Dramática                                 | Tobias Menzies | Indicado  | [ 137 ]         |
| 2020 | Satellite Awards                  | Melhor Atriz em Série Dramática                                | Olivia Colman | Venceu    | [ 137 ]         |
| 2020 | Satellite Awards                  | Melhor Ator Coadjuvante em Série, Minissérie ou Telefilme      | Josh O'Connor | Indicado  | [ 137 ]         |
| 2020 | Satellite Awards                  | Melhor Atriz Coadjuvante em Série, Minissérie ou Telefilme     | Gillian Anderson | Indicado  | [ 137 ]         |
| 2020 | Satellite Awards                  | Melhor Atriz Coadjuvante em Série, Minissérie ou Telefilme     | Emma Corrin | Indicado  | [ 137 ]         |
| 2020 | Screen Actors Guild Awards        | Melhor Ator em Série Dramática                                 | Josh O'Connor | Indicado  | [ 138 ]         |
| 2020 | Screen Actors Guild Awards        | Melhor Atriz em Série Dramática                                | Olivia Colman | Indicada  | [ 138 ]         |
| 2020 | Screen Actors Guild Awards        | Melhor Atriz em Série Dramática                                | Gillian Anderson | Venceu    | [ 138 ]         |
| 2020 | Screen Actors Guild Awards        | Melhor Atriz em Série Dramática                                | Emma Corrin | Indicada  | [ 138 ]         |
| 2020 | Screen Actors Guild Awards        | Melhor Companhia de Atuação em Série Dramática                 | Elenco regular | Venceu    | [ 138 ]         |
| 2021 | British Academy Television Awards | Melhor Série Dramática                                         | The Crown | Indicada  | [ 139 ]         |
| 2021 | British Academy Television Awards | Melhor Ator                                                    | Josh O'Connor | Indicado  | [ 139 ]         |
| 2021 | British Academy Television Awards | Melhor Ator Coadjuvante                                        | Tobias Menzies | Indicado  | [ 139 ]         |
| 2021 | British Academy Television Awards | Melhor Atriz Coadjuvante                                       | Helena Bonham Carter | Indicada  | [ 139 ]         |
| 2021 | Critics' Choice Television Awards | Melhor Série Dramática                                         | The Crown | Venceu    | [ 140 ]         |
| 2021 | Critics' Choice Television Awards | Melhor Ator em Série Dramática                                 | Josh O'Connor | Venceu    | [ 140 ]         |
| 2021 | Critics' Choice Television Awards | Melhor Atriz em Série Dramática                                | Olivia Colman | Indicada  | [ 140 ]         |
| 2021 | Critics' Choice Television Awards | Melhor Atriz em Série Dramática                                | Emma Corrin | Venceu    | [ 140 ]         |
| 2021 | Critics' Choice Television Awards | Melhor Ator Coadjuvante em Série Dramática                     | Tobias Menzies | Indicada  | [ 140 ]         |
| 2021 | Critics' Choice Television Awards | Melhor Atriz Coadjuvante em Série Dramática                    | Gillian Anderson | Venceu    | [ 140 ]         |
| 2021 | Golden Globe Awards               | Melhor Série de Televisão - Drama                              | The Crown | Venceu    | [ 141 ]         |
| 2021 | Golden Globe Awards               | Melhor Ator em Série de Televisão - Drama                      | Josh O'Connor | Venceu    | [ 141 ]         |
| 2021 | Golden Globe Awards               | Melhor Atriz em Série de Televisão - Drama                     | Olivia Colman | Indicada  | [ 141 ]         |
| 2021 | Golden Globe Awards               | Melhor Atriz em Série de Televisão - Drama                     | Emma Corrin | Venceu    | [ 141 ]         |
| 2021 | Golden Globe Awards               | Melhor Atriz Coadjuvante em Série, Minissérie ou Telefilme     | Gillian Anderson | Venceu    | [ 141 ]         |
| 2021 | Golden Globe Awards               | Melhor Atriz Coadjuvante em Série, Minissérie ou Telefilme     | Helena Bonham Carter | Indicada  | [ 141 ]         |
| 2021 | Primetime Emmy Awards             | Melhor Série Dramática                                         | The Crown | Venceu    | [ 142 ]         |
| 2021 | Primetime Emmy Awards             | Melhor Ator em Série Dramática                                 | Josh O'Connor | Venceu    | [ 142 ]         |
| 2021 | Primetime Emmy Awards             | Melhor Atriz em Série Dramática                                | Olivia Colman | Venceu    | [ 142 ]         |
| 2021 | Primetime Emmy Awards             | Melhor Atriz em Série Dramática                                | Emma Corrin | Indicada  | [ 142 ]         |
| 2021 | Primetime Emmy Awards             | Melhor Atriz Coadjuvante em Série Dramática                    | Gillian Anderson | Venceu    | [ 142 ]         |
| 2021 | Primetime Emmy Awards             | Melhor Atriz Coadjuvante em Série Dramática                    | Helena Bonham Carter | Indicada  | [ 142 ]         |
| 2021 | Primetime Emmy Awards             | Melhor Atriz Coadjuvante em Série Dramática                    | Emerald Fennell | Indicada  | [ 142 ]         |
| 2021 | Primetime Emmy Awards             | Melhor Direção em Série Dramática                              | Benjamin Caron | Indicado  | [ 142 ]         |
| 2021 | Primetime Emmy Awards             | Melhor Direção em Série Dramática                              | Jessica Hobbs | Venceu    | [ 142 ]         |
| 2021 | Primetime Emmy Awards             | Melhor Roteiro de Série Dramática                              | Peter Morgan | Venceu    | [ 142 ]         |
| 2021 | MTV Movie & TV Awards             | Melhor Atuação em Série                                        | Emma Corrin | Indicada  | [ 143 ]         |
| 2022 | Critics' Choice Television Awards | Melhor Série de Drama                                          | The Crown | Indicada  | [ 144 ]         |
| 2023 | British Academy Television Awards | Melhor Atriz                                                   | Imelda Staunton | Indicada  | [ 145 ]         |
| 2023 | British Academy Television Awards | Melhor Ator Coadjuvante                                        | Salim Daw | Indicado  | [ 145 ]         |
| 2023 | Critics' Choice Television Awards | Melhor Série Dramática                                         | The Crown | Indicada  | [ 146 ]         |
| 2023 | Golden Globe Awards               | Melhor Série de Televisão - Drama                              | The Crown | Indicada  | [ 147 ]         |
| 2023 | Golden Globe Awards               | Melhor Atriz em Série de Televisão - Drama                     | Imelda Staunton | Indicada  | [ 147 ]         |
| 2023 | Golden Globe Awards               | Melhor Ator Coadjuvante em Série de Comédia, Musical ou Drama  | Jonathan Pryce | Indicado  | [ 147 ]         |
| 2023 | Golden Globe Awards               | Melhor Atriz Coadjuvante em Série de Comédia, Musical ou Drama | Elizabeth Debicki | Indicada  | [ 147 ]         |
| 2023 | Primetime Emmy Awards             | Melhor Série Dramática                                         | The Crown | Indicada  | [ 148 ]         |
| 2023 | Primetime Emmy Awards             | Melhor Atriz Coadjuvante em Série Dramática                    | Elizabeth Debicki | Indicada  | [ 148 ]         |
| 2023 | Screen Actors Guild Awards        | Melhor Conjunto de Atuação - Drama                             | Elizabeth Debicki, Claudia Harrison, Andrew Havill, Lesley Manville, Jonny Lee Miller, Flora Montgomery, James Murray, Jonathan Pryce, Ed Sayer, Imelda Staunton, Marcia Warren, Dominic West e Olivia Williams                       | Indicados | [ 149 ]         |
| 2023 | Screen Actors Guild Awards        | Melhor Atriz em Série de Televisão - Drama                     | Elizabeth Debicki | Indicada  | [ 149 ]         |
| 2023 | Writers Guild of America Award    | Série Dramática                                                | Peter Morgan | Indicado  | [ 142 ]         |
| 2024 | Critics' Choice Television Awards | Melhor Série Dramática                                         | The Crown | Indicada  | [ 150 ]         |
| 2024 | Critics' Choice Television Awards | Melhor Ator Coadjuvante em Série Dramática                     | Khalid Abdalla | Indicado  | [ 150 ]         |
| 2024 | Critics' Choice Television Awards | Melhor Atriz Coadjuvante em Série Dramática                    | Elizabeth Debicki | Venceu    | [ 150 ]         |
| 2024 | Golden Globe Awards               | Melhor Série de Televisão - Drama                              | The Crown | Indicada  | [ 151 ]         |
| 2024 | Golden Globe Awards               | Melhor Atriz em Série de Televisão - Drama                     | Imelda Staunton | Indicada  | [ 151 ]         |
| 2024 | Golden Globe Awards               | Melhor Ator em Série de Televisão - Drama                      | Dominic West | Indicado  | [ 151 ]         |
| 2024 | Golden Globe Awards               | Melhor Atriz Coadjuvante em Série de Televisão - Drama         | Elizabeth Debicki | Venceu    | [ 151 ]         |
| 2024 | Screen Actors Guild Awards        | Melhor Conjunto de Atuação - Drama                             | Khalid Abdalla, Sebastiana Blunt, Bertie Carvel, Salim Daw, Elizabeth Debicki, Luther Ford, Claudia Harrison, Lesley Manville, Ed McVey, James Murray, Jonathan Pryce, Imelda Staunton, Marcia Warren, Dominic West e Olivia Williams | Indicados | [ 152 ]         |
| 2024 | Screen Actors Guild Awards        | Melhor Atriz em Série de Televisão - Drama                     | Elizabeth Debicki | Venceu    | [ 152 ]         |
| 2024 | Primetime Emmy Awards             | Melhor Série Dramática                                         | The Crown | Indicada  | [ 153 ]         |
| 2024 | Primetime Emmy Awards             | Melhor Ator em Série Dramática                                 | Dominic West | Indicado  | [ 153 ]         |
| 2024 | Primetime Emmy Awards             | Melhor Atriz em Série Dramática                                | Imelda Staunton | Indicada  | [ 153 ]         |
| 2024 | Primetime Emmy Awards             | Melhor Ator Coadjuvante - Série Dramática                      | Jonathan Pryce | Indicado  | [ 153 ]         |
| 2024 | Primetime Emmy Awards             | Melhor Atriz Coadjuvante - Série Dramática                     | Elizabeth Debicki | Venceu    | [ 153 ]         |
| 2024 | Primetime Emmy Awards             | Melhor Atriz Coadjuvante - Série Dramática                     | Lesley Manville | Indicada  | [ 153 ]         |
| 2024 | Primetime Emmy Awards             | Melhor Direção em Série Dramática                              | Stephen Daldry | Indicado  | [ 153 ]         |
| 2024 | Primetime Emmy Awards             | Melhor Roteiro de Série Dramática                              | Peter Morgan, Meriel Sheibani-Clare | Indicados | [ 153 ]         |